# Leontyne Price
Mary Violet Leontyne Price (Laurel, Mississipi, 10 de febrer de 1927) és una soprano estatunidenca, reconeguda per la seva interpretació dels rols verdians, especialment el d'Aïda, que va fer seu durant el període de postguerra.

## El seu origen
Price va néixer en un barri de negres a Laurel, Mississipi. El seu pare treballava en una serradora i la seva mare a casa. Van reconèixer el seu talent quan era jove i van canviar el fonògraf de la família per un petit piano que Leontyne va utilitzar des de molt jove. La família Chisholms, blancs, molt influents a Laurel, van percebre el seu talent i la van animar a continuar els seus estudis i a participar en recitals que donaven a casa. Price va estudiar a la Universitat Central de l'Estat, Wilberforce, Ohio, ajudada per una beca. Va iniciar la carrera d'educació musical, i va acabar la de cant. Amb l'ajuda de la família Chisholms i el professor Paul Robeson, va aconseguir una beca per continuar els seus estudis a la Juilliard School.
Mentre era a Juilliard, Price va cantar el paper de Bess a l'obra Porgy and Bess de George Gershwin, i durant una gira per Europa va conèixer el seu futur espòs, William Warfield, que cantava el paper de Porgy. Es divorciarien el 1972.

## Debut operístic
El 1955, Price va ser contractada per cantar en un programa de televisió de l'NBC el paper de Tosca. Aquesta notícia no va ser ben rebuda pel públic, que va cancel·lar molts abonaments. Tanmateix, la transmissió va acabar sent un èxit i va obtenir molt bones crítiques. El 1957, Price debuta en escena en el paper de Madame Lidoine a l'òpera Dialogues des Carmélites de Poulenc per a l'Òpera de San Francisco.

## Europa

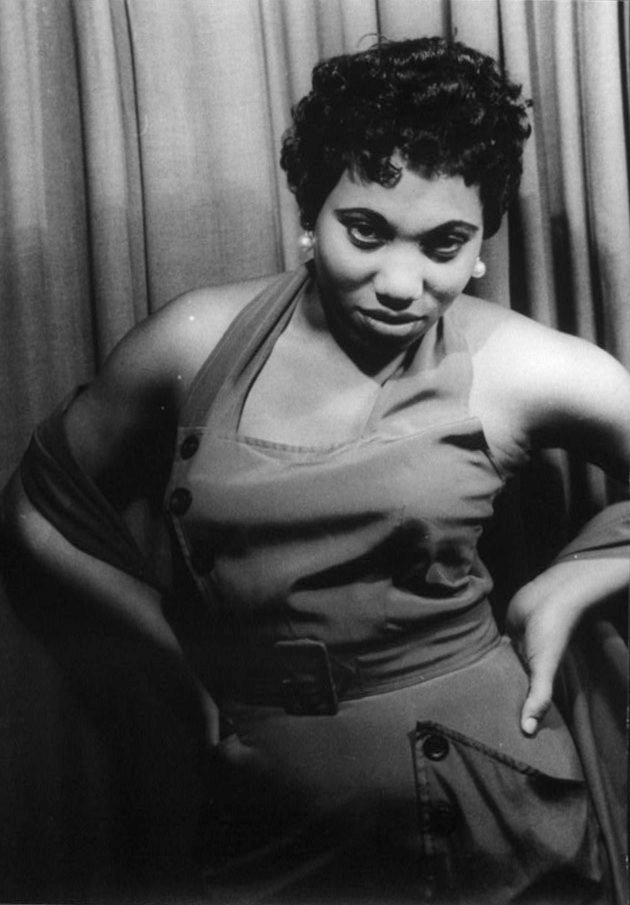
Leontyne Price fotografiada per Carl Van Vechten el 1953

El 1958 és convidada per Herbert von Karajan, un fervent admirador, per fer el seu debut a Europa com Aida a l'Òpera de l'Estat de Viena.
Karajan i Price col·laboraran la resta de la seva carrera en teatres (és notable la presentació d'Il trovatore en el Festival de Salzburg el 1962 al costat de Franco Corelli i Giulietta Simionato), recitals i enregistraments (especialment, el Rèquiem de Verdi gravat a La Scala amb el jove Luciano Pavarotti, Tosca i Carmen).
El 2 de juliol de 1958, Price debuta a la Royal Opera House, del Covent Garden. El seu debut a La Scala de Milà, dos anys després, el 21 de maig de 1960, amb el paper d'Aïda, és històric, ja que Price va ser la primera afroamericana en interpretar un paper principal a Milà.

## El Metropolitan
Un any després, el 27 de gener de 1961, Leontyne debuta al Metropolitan Opera de Nova York, en una representació ja llegendària, de Il trovatore. Aquella nit va ser ovacionada durant 42 minuts, una de les més llargues en la història del Met. Durant molts anys Price va aparèixer regularment a Nova York completant 200 funcions entre el seu debut i la seva retirada havent cantat 16 personatges.
El crític Harold Schonberg del The New York Times va escriure: La seva veu era ombrívola i rica en els tons baixos, perfectament regular en la transició d'un registre a l'altre, i immaculadament pura i vellutada en els tons alts. Price no va ser la primera negra que va cantar en el Met -Marian Anderson va trencar la intolerància racial el 7 de gener de 1955 com a Ulrica a Un ballo in maschera- però va ser la primera que es va convertir en una gran estrella d'òpera. El seu ascens va simbolitzar els assoliments assolits pels negres nord-americans en els anys 60 coincidint amb l'ascens d'altres estrelles de la lírica també afroamericanes: Grace Bumbry, Martina Rierol, Reri Grist i Shirley Verrett a les quals després s'afegirien Jessye Norman, Barbara Hendricks i Kathleen Battle.
El 1966, Price va tornar al Met per cantar Cleopatra en l'estrena de l'òpera Anthony And Cleopatra de Samuel Barber, la producció que va servir per inaugurar el nou teatre al Lincoln Center i que no va ser ben rebuda a causa de problemes amb la producció de Franco Zeffirelli.
Eventualment va ampliar el seu repertori per incloure Mozart, Puccini i Richard Strauss. Tanmateix, continuaria sent reconeguda pels seus papers verdians. També va oferir recitals amb àries d'òpera i cançons.
Va ser l'encarregada de tancar la Gala del Centenari del Metropolitan amb un duo de Ballo in maschera amb Luciano Pavarotti, tancant una marató de vuit hores on varen desfilar molts grans cantants del món.

## Retirada
Price es va retirar de l'escenari operístic el 1985 cantant Aïda al Met. Va continuar oferint recitals fins entrada la dècada del 90.
El 1991 va reaparèixer a la Gala Centenària del Carnegie Hall per cantar l'ària Zweite Braunacht de Die Ägyptische Helena de Richard Strauss.
El setembre de 2001 va sortir del seu retir per fer una memorable aparició al Carnegie Hall en un concert en memòria de les víctimes dels atacs a les Torres Bessones de Nova York cantant God Bless America.
El gener de 2008 va rebre el Premi Opera News atorgat pel Metropolitan Opera Guild.
Leontyne Price viu a Greenwich Village a la ciutat de Nova York.

## Discografia destacada
- Verdi - Il Trovatore, Arturo Basile (director), Richard Tucker (Alvaro)
- Puccini - Madama Butterfly, Erich Leinsdorf (director), Richard Tucker (Pinkerton)
- Verdi - Il Trovatore, Herbert von Karajan (director), Franco Corelli (Manrico) (en viu).
- Puccini - Tosca, Karajan (director), Giuseppe di Stefano (Cavaradosi).
- Puccini - Tosca - Mehta (director), Domingo (Cavaradossi)
- Bizet - Carmen, Karajan (director), Corelli (Don José).
- Mozart - Don Giovanni - Erich Leinsdorf (director)
- Verdi - Aïda, Georg Solti (director), Carlo Bergonzi (Radamés).
- Verdi - La forza del destino, Thomas Schippers (director), Richard Tucker (Álvaro).
- Verdi - Un ballo in maschera, Erich Leinsdorf (director), Carlo Bergonzi (Riccardo).
- Verdi - Ernani, Thomas Schippers (director), Carlo Bergonzi (Ernani)
- Verdi - Aïda, Leinsdorf (director), Plácido Domingo (Radamés).
- Verdi - Il trovatore, Zubin Mehta (director), Domingo (Manrico).
- Verdi - La forza del destino, James Levine (director), Domingo (Álvaro).
- Richard Strauss - Ariadne auf Naxos, Georg Solti
- Verdi - Rèquiem - Georg Solti

### DVD
- Verdi - Rèquiem - Herbert von Karajan, Fiorenza Cossotto, Luciano Pavarotti, Nicolai Ghiaurov, La Scala.
- Verdi - La forza del destino - James Levine, Giuseppe Giacomini, Metropolitan Opera
- Gala centenaria del Metropolitan Opera 1983

## Recepció
A The Grand Tradition, una història de l'enregistrament operístic de 1974, el crític britànic JB Steane escriu que «es podria concloure d'enregistraments que [Price] és el millor intèrpret de Verdi del segle». La soprano russa Galina Vishnevskaya va recordar que una interpretació de Tosca de Price l'any 1963 a l'Òpera Estatal de Viena «em va deixar la impressió més forta que he tingut mai de l'òpera». A la seva autobiografia de 1983, Plácido Domingo escriu: «El poder i la sensualitat de la veu de Leontyne van ser fenomenals: la soprano Verdi més bella que he sentit mai».

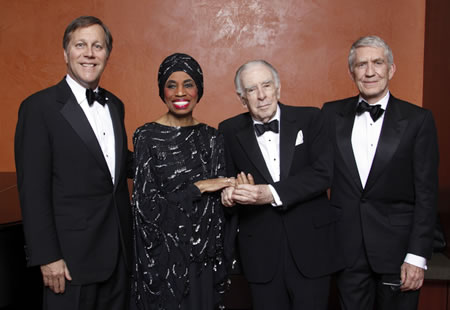
D'esquerra a dreta, la presidenta de la NEA, Dana Gioia, honora la primera classe de premiats de la National Endowment for the Arts Opera l'any 2008: Price, Carlisle Floyd, Richard Gaddes.

Les sopranos Renée Fleming, Kiri Te Kanawa, Jessye Norman, Leona Mitchell, Barbara Bonney, Sondra Radvanovsky, les mezzosopranos Janet Baker i Denyce Graves, el baix-baríton José van Dam i el contratenor David Daniels, van parlar de Price com a inspiració.
Els músics de jazz també van quedar impressionats. Miles Davis, a Miles: The Autobiography, escriu: «Home, l'estimo com a artista. M'encanta la seva manera de cantar Tosca. Vaig gastar la seva gravació d'això, vaig gastar dos sets. Ara, potser no fer Tosca, però m'encantava la manera com ho feia Leontyne. Abans em preguntava com hauria sonat ella si hagués sabut cantar una música, una inspiració de Black o White per a cada música meva».
També ha tingut les seves crítiques. Al seu llibre The American Opera Singer, Peter G. Davis escriu que Price tenia «un fabulós do vocal que en gran part no es va complir», criticant la seva reticència a provar nous papers, la seva Tosca per la seva manca d'un registre de pit que funcioni, i la seva difunta Aidas per una línia vocal picada. Altres van criticar la seva manca de flexibilitat en la coloratura i els seus gestos ocasionals, incloent-hi l'aixecament o la pujada de notes agudes, a l'estil gospel. Karajan la va portar a la feina durant els assajos per a Il trovatore de 1977, tal com va explicar la mateixa Price en una entrevista a Diva, d’Helena Matheopoulos. En enregistraments i aparicions posteriors, va cantar amb una línia més neta.
La seva interpretació també va obtenir respostes diferents al llarg d'una llarga carrera. Com a Bess, va ser elogiada pel seu foc dramàtic i sensualitat, i les cintes de les primeres aparicions de l'Òpera de la NBC demostren una presència atractiva a la càmera. En els seus primers anys al Met, sovint va ser elogiada per la seva presència escènica així com per la seva habilitat vocal.
El març de 2007, a la llista de la BBC Music Magazine dels 20 millors sopranos de tots els temps basada en una enquesta de 21 crítics musicals britànics i presentadors de la BBC, Leontyne Price va ocupar el quart lloc, després de Maria Callas, Joan Sutherland i Victòria dels Àngels.

## Guardons
Nominacions
- 1961: Grammy al millor nou artista